# Prikolica
Prikolica je vozilo brez lastnega pogona, ki se pripne, priključi k vlečnemu vozilu (npr. avtu), zlasti za prevažanje tovora. Obstajajo npr. avtomobilske, traktorske, gozdarske ali industrijske prikolice.